# Nokia Lumia 2520
Nokia Lumia 2520 je první tablet od finské společnosti Nokia představený 22. října 2013 na konferenci Nokia World 2013 s následujícími parametry:
| Popis           | Specifikace                                                                                    |
| --------------- | ---------------------------------------------------------------------------------------------- |
| Displej         | IPS LCD, multidotykový, 10,1", rozlišení 1920 × 1080, 218 ppi                                  |
| Hmotnost        | 615 g                                                                                          |
| Rozměry         | 267 × 168 × 9 mm                                                                               |
| Procesor        | 2,2 GHz, Qualcomm Snapdragon 800, čtyřjádrový                                                  |
| Úložiště        | 32 GB s rozšířením microSD kartou                                                              |
| Paměť RAM       | 2 GB                                                                                           |
| Konektivita     | LTE, Wi-Fi (a/b/g/n), Micro-USB 3.0, Bluetooth 4.0, NFC, DLNA, Micro-HDMI, audio konektor      |
| Fotoaparát      | Zadní: 6,7 MPx s autofokusem Přední: 2 MPx                                                     |
| Baterie a výdrž | 8000 mAh a až 11 hodin přehrávání videa                                                        |
| Operační systém | Microsoft Windows RT                                                                           |
| Další výbava    | A-GPS + Glonass, pohybové senzory, digitální kompas, senzor okolního světla, senzor přiblížení |